# Punkt równoważnikowy
Punkt równoważnikowy (punkt równoważności, punkt nasycenia równoważnikowego, PR) – moment miareczkowania, w którym oznaczany składnik (analit) przereagował ilościowo z dodanym z biurety odczynnikiem (titrantem). W celu zaobserwowania punktu równoważnikowego do miareczkowanego roztworu dodaje się kilka kropel wskaźnika lub stosuje się metody instrumentalne np. miareczkowanie konduktometryczne. W praktyce zamiast punktu równoważnikowego obserwuje się punkt końcowy miareczkowania (PK), który jest zwykle przesunięty w stosunku do PR o około 0,05–1%, a różnicę między PR i PK określa się jako błąd miareczkowania.